# Lobul sudic al Câmpului de Phyllophora al lui Zernov
Lobul sudic al Câmpului de Phyllophora al lui Zernov este o arie protejată (sit de importanță comunitară — SCI) din România, desemnată în scopul protejării biodiversității și menținerii într-o stare de conservare favorabilă a florei spontane și faunei sălbatice, precum și a habitatelor naturale de interes comunitar aflate în arealul zonei de protecție. Aceasta este întinsă pe o suprafață de 186.815,3 ha, integral marine.

## Localizare
Centrul sitului Lobul sudic al Câmpului de Phyllophora al lui Zernov este situat la coordonatele 44°50′32″N 30°10′44″E / 44.842194°N 30.178833°E.

## Înființare
Situl Lobul sudic al Câmpului de Phyllophora al lui Zernov a fost declarat sit de importanță comunitară (ROSCI0413) în ianuarie 2016 pentru a proteja 3 specii de animale.

## Biodiversitate
Situată în ecoregiunea marină a Mării Negre, aria protejată conține 2 habitate naturale: Bancuri de nisip acoperite în permanență slab de apă marină, Structuri submarine provocate de scurgeri de gaze.
La baza desemnării sitului se află mai multe specii protejate:
- mamifere (2): marsuin (Phocoena phocoena), delfinul cu bot gros (Tursiops truncatus)
- pești (1): scrumbie de Dunăre (Alosa immaculata)